# نوی فلد آن در لایتا
نوی فلد آن در لایتا (به آلمانی: Neufeld an der Leitha) یک شهر و شهرک با حقوق شهرک و روستای سابق در اتریش است که در Eisenstadt-Umgebung District واقع شده‌است.

## خصوصیات
نوی فلد آن در لایتا ۳٬۲۵۱ نفر جمعیت دارد.